# 遠藤彰弘
遠藤彰弘（1975年9月18日—），前日本足球運動員，並參加1996年夏季奥林匹克运动会。

## 俱乐部生涯
1994年，遠藤彰弘在橫濱水手开始足球生涯，2005年转会至神戶勝利船。

## 日本國家足球隊
遠藤彰弘参加了1996年夏季奥林匹克运动会。